# كفر مليج
كفر مليج إحدى قرى مركز بركة السبع التابع لمحافظة المنوفية بجمهورية مصر العربية، ويجاورها قرى مليج وميت موسى.

## السكان
بلغ عدد سكان كفر مليج 3,218 نسمة، حسب الإحصاء الرسمي لعام 2006.